# Luke Mudgway
Luke Mudgway (* 12. Juni 1996 in Palmerston North) ist ein neuseeländischer Radrennfahrer, der Rennen auf Bahn und Straße bestreitet.

## Sportliche Laufbahn
Luke Mudgway besuchte die Boys’ High School (PNBHS) in seinem Geburtsort, die schon mehrere erfolgreiche Radsportler hervorgebracht hat, wie etwa Simon van Velthooven und Campbell Stewart.
2014 wurde Mudgway gemeinsam mit Regan Gough Junioren-Weltmeister im Zweier-Mannschaftsfahren, mit Gough, Nick Kergozou und Jack Ford errang er die Bronzemedaille in der Mannschaftsverfolgung. Im Jahr darauf holte der neuseeländische Bahn-Vierer (Aaron Gate, Hayden Roulston und Nick Kergozou) den Ozeanientitel in der Mannschaftsverfolgung, und er wurde Ozeanienmeister im Scratch.
2016 gewann Mudgway eine Etappe der Tour of China II, und er wurde Dritter der Gesamtwertung, 2018 belegte er in der Gesamtwertung Platz zehn. Im selben Jahr wurde er Neunter des Joe Martin Stage Race. 2019 entschied er das Rennen Gravel and Tar Classic für sich. 2021 gewann er eine Etappe und die Bergwertung des New Zealand Cycle Classic, 2022 den Grand Prix Cycliste de Gemenc. Im Jahr darauf gewann er erneut eine Etappe des New Zealand Cycle Classic sowie die Punktewertung.

## Auszeichnungen
2014 wurde Luke Mudgway Juniorsportler des Jahres von Manawatu.

## Erfolge

### Bahn
2014
- Junioren-Weltmeister – Zweier-Mannschaftsfahren (mit Regan Gough)
- Junioren-Weltmeisterschaft – Mannschaftsverfolgung (mit Regan Gough, Nick Kergozou und Jack Ford)
- Neuseeländischer Junioren-Meister – Scratch

2015
- Ozeanienmeister – Scratch, Mannschaftsverfolgung (mit Aaron Gate, Hayden Roulston und Nick Kergozou)

### Straße
2016
- eine Etappe Tour of China II

2019
- Gravel and Tar Classic

2021
- eine Etappe und Bergwertung New Zealand Cycle Classic

2022
- Gesamt- und Punktewertung Grand Prix Cycliste de Gemenc

2023
- eine Etappe und Punktewertung New Zealand Cycle Classic
- Neuseeländischer Meister – Kriterium